# Akademiska ordenssällskap
Akademiskt ordenssällskap, studentordenssällskap, ordenssällskap för personer med anknytning till en högskola eller ett universitet, vanligen studenter och alumner.
Några av de äldsta ännu existerande akademiska ordenssällskapen uppstod i mitten av 1800-talet och var till sin form ofta ursprungligen uttalade parodier på frimurarna. Exempel på sådana sällskap är Samfundet SHT (Uppsala 1844; sedermera spritt över hela landet) och Sällskapet CC (Lund 1868). Även Teknologföreningen C.S. (Göteborg 1864) kan nämnas bland de äldre akademiska ordenssällskapen. Exempel på sammanslutningar bildade på 1900-talet är JuvenalOrden (Uppsala 1907), Jamtamot (Uppsala 1907/1915),  Festivitas (Uppsala 1965) och Sällskapet Karl Filip av Vasa (Uppsala 1993). Ett nutida aktivt sällskap är Wexiö Akademiska Sällskap (WAS) (Växjö 1991). 
Senare tillkomna ordnar parodierar i högre grad på det officiella statliga ordensväsendet. Detta gäller bland annat många av de ordnar som studentnationerna i Lund har, och vars kapitel i regel avhålls i anslutning till nationernas årliga högtidsbaler. 
Ordenssällskapen är oftast invalsföreningar som officiellt är självständiga. Sällskapens karaktär varierar. De äldsta är ofta seriösa och inflytelserika som till exempel Teknologföreningen CS vid Chalmers). Vissa av de akademiska ordenssällskapen har dessutom under det senaste århundradet kommit att inkludera fler professorer än studenter.